# 單明詡
單明詡（1574年—1629年），字叔赞，号对南，山東高密縣人，明朝政治人物。

## 生平
萬曆三十四年（1606年）丙午科鄉試第二十八名举人。萬曆四十七年（1619年）中式己未科三甲二百五十名進士。都察院觀政，天啟元年（1621年）授丰润县知县，二年（1622年），調直隶任丘縣知縣。任內政績卓著，入祀名宦祠。五年擢兵部职方司主事。單明詡依附魏忠賢，得以迅速升職。天启六年（1626年）十月，超擢太仆寺少卿。天启七年（1627年），以都察院右副都御史，巡抚顺天。同年八月再升都察院右都御史，添注兵部右侍郎。
熹宗驾崩。天启七年（1627年）十月，御史贾继春弹劾魏忠贤党羽，將单明诩与“五虎”中的崔呈秀、田吉、李夔龙相提并论，称其“作令乏簠簋之餙，获转为荣，乃逾期主政，而督抚侍郎，应听自裁，无污白简”。十一月，單明詡被免职。崇祯二年（1629年）正月，單明詡卒于家。不久，御史田时震又疏劾前南京户部尚书范济世、顺天巡抚单明诩及御史卓迈之罪。三月，上谕刊布《钦定逆案》，单明诩定为“结交近侍又次等”。

## 家族
曾祖單澄。祖父單世忠，寿官。父單純，號正峰，嵩县教谕。
有子单若鲁，孫單務嘉、單務孜，皆為清初進士。